# Amerykańska opowieść. Fievel jedzie na Zachód
Amerykańska opowieść. Fievel jedzie na Zachód (ang. An American Tail: Fievel Goes West, 1991) – amerykański film animowany. Sequel filmu Amerykańska opowieść z 1986 roku. Film opisuje kolejne przygody dzielnej małej myszki Fiewel. Film doczekał się dwóch kontynuacji: Amerykańska opowieść. Skarb wyspy Manhattan i Amerykańska opowieść. Tajemnica potwora z Manhattanu.
Premiera filmu miała miejsce 21 listopada 1991 roku w Stanach Zjednoczonych. W Polsce film został opatrzony dwiema wersjami dubbingu – pierwsza wersja emitowana w TVP, zaś druga wersja wydana na DVD.

## Fabuła
Dzielna myszka Fievel Myszkowitz ulega namowom obrotnego kota i wraz z rodziną udaje się na Dziki Zachód. Aby zapobiec zdradzieckim planom oszusta, który chce z mysich osadników zrobić myszoburgery. Fievel musi zmobilizować do pomocy słynnego psiego strażnika sprawiedliwości.

## Obsada
- Phillip Grasser – Fievel Myszkowitz
- Cathy Cavadini – Tanya Myszkowitz
- Dom DeLuise – Tygrys
- Amy Irving – Miss Kitty
- James Stewart – Wylie Burp
- John Cleese – pan Kociokwik
- Erica Yohn – Mama Myszkowitz
- Nehemiah Persoff – Papa Myszkowitz
- Jon Lovitz – T.R. Chula

## Wersja polska

### Pierwsza wersja
W wersji polskiej występują:
- Katarzyna Tatarak – Fievel
- Arkadiusz Jakubik – Tate
- Katarzyna Łaniewska – Mame
- Marian Opania – Tygrys
- Beata Jankowska – Tanya
- Piotr Pawłowski – Wylie
- Anna Seniuk – Kitty
- Mariusz Leszczyński – Kot Woul
- Ryszard Nawrocki – Chula

oraz
- Dorota Chotecka
- Izabella Dziarska
- Mirosław Zbrojewicz
- Jarosław Boberek
- Ryszard Olesiński

Wersja polska: TELEWIZYJNE STUDIA DŹWIĘKU

Reżyseria: Barbara Sołtysik

Dialogi: Grażyna Dyksińska-Rogalska

Dźwięk: Jerzy Rogowiec

Montaż: Elżbieta Joel

Kierownik produkcji: Janina Ostała

Teksty piosenek: Andrzej Brzeski

Opracowanie muzyczne: Eugeniusz Majchrzak

Śpiewali: Beata Jankowska, Elżbieta Futera-Jędrzejewska, Monika Wierzbicka, Katarzyna Żak, Piotr Plebańczyk, Cezary Kwieciński, Arkadiusz Jakubik, Jarosław Boberek, Paweł Cippert

### Druga wersja
Opracowanie wersji polskiej: Start International Polska

Reżyseria: Paweł Galia

Udział wzięli:
- Magdalena Krylik – Fievel
- Anna Sztejner – Tanya
- Grzegorz Pawlak – Papa
- Mirosława Krajewska – Mama
- Jakub Szydłowski – Tygrys
- Joanna Jeżewska – Kicia
- Janusz Bukowski – pan Kociokwik
- Sławomir Pacek – Wylie
- Andrzej Chudy
- Marek Obertyn
- Katarzyna Skolimowska
- Jacek Kopczyński
- Marek Frąckowiak
- Jan Kulczycki
- Mieczysław Morański

Lektor: Andrzej Butruk